# Mordellistenoda notialis
Mordellistenoda notialis es una especie de coleóptero de la familia Mordellidae.

## Distribución geográfica
Habita en Malasia.